# Latanya Richardson
Pour les articles homonymes, voir Richardson.
Latanya Johnson, née le 21 octobre 1949 à Atlanta en Géorgie, est une actrice américaine. Durant ses études, elle rencontre Samuel L. Jackson qui devient plus tard son mari. Ils ont une fille nommée Zoé.

## Biographie
Elle est née à Atlanta, en Géorgie. Alors qu'elle était étudiante au Spelman College d'Atlanta (université pour femmes noires) en 1974, elle a rencontré l'acteur Samuel L. Jackson qui était au Morehouse College (entièrement masculin), et qui deviendra plus tard son mari. Elle et Jackson se sont mariés en 1980. Ils ont un enfant, Zoe Jackson, productrice de films et de télévision indépendante, née en 1982. Après la naissance de sa fille, Johnson a cessé de travailler régulièrement, parce que, a-t-elle déclaré: "Nous avions juré d'être complètement une famille noire révolutionnaire mais c'était très, très dur". 
À ce jour, le plus grand rôle de Johnson dans un film cinématographique était dans la comédie musicale The Fighting Temptations de 2003 dans laquelle elle apparaît comme la principale antagoniste, l'hypercritique Paulina Pritchett.
En 2014, Johnson a été nommée pour le Tony Award de la meilleure actrice principale dans une pièce pour sa performance de 2013 dans A Raisin in the Sun en tant que Lena Younger, un rôle qu'elle a repris à la dernière minute lorsque Diahann Carroll a abandonné en raison de problèmes de santé. C'était sa deuxième apparition sur Broadway après ses débuts dans le renouveau 2009 de Come and Gone de Joe Turner.

## Filmographie

### Cinéma
- 1992 : Lorenzo (Lorenzo's Oil) de George Miller : l'infirmière Ruth
- 1994 : Pour l'amour d'une femme (When a Man Loves a Woman) de Luis Mandoki : docteur Gina Mendez
- 1998 : U.S. Marshals de Stuart Baird : Deputy Marshal Savannah Cooper
- 2003 : The Fighting Temptations de Jonathan Lynn : Paulina Pritchett
- 2010 : Mother and Child de Rodrigo Garcia : Carol

### Télévision
| Année     | Série                         | Rôle                      | Saison(s) | Épisode(s)   |
| --------- | ----------------------------- | ------------------------- | --------- | ------------ |
| 1990      | New York, police judiciaire   | Anne Houston              | 01        | 12           |
| 1991      | New York, police judiciaire   | Anne Houston              | 02        | 17           |
| 1994      | La Vie à cinq                 | Mme Gideon                | 01        | 11           |
| 1995      | New York Police Blues         | Sœur Cécilia              | 03        | 04           |
| 1998      | Ally McBeal                   | Yvette Rose               | 02        | 05 & 19.     |
| 1999      | Deuxième chance               | Conseiller                | 01        | 01           |
| 1999      | Amy                           | Lena                      | 01        | 01           |
| 1999      | Introducing Dorothy Dandridge | Auntie                    |           |              |
| 2000      | Tribunal central              | Atallah Sims              | 01        | Tous         |
| 2001      | Tribunal central              | Atallah Sims              | 02        | Tous         |
| 2002      | Boston Public                 | Sheila                    | 03        | 18           |
| 2014-2015 | Blue Bloods                   | lieutenant Dee Ann Carver | 05        |              |
| 2015      | Show Me a Hero                | Norma O'Neil              |           |              |
| 2016      | Luke Cage                     | Mama Mabel                | 01        | 07           |
| 2017      | Grey's Anatomy                | Diane Pierce              | 13        | 12, 17 et 18 |